# Národní řád za zásluhy (Francie)
Národní řád za zásluhy (v originále Ordre national du Mérite) je francouzské státní vyznamenání zavedené generálem de Gaullem 3. prosince 1963. Udílí jej prezident Francouzské republiky za mimořádné zásluhy ve prospěch francouzského národa, a to zásluhy v aktivní vojenské službě či v záloze i zásluhy civilní.

## Hlavní francouzská vyznamenání
Z protokolárního hlediska představuje nižší úroveň státního ocenění oproti Řádu čestné legie (Légion d'Honneur), který zavedl Napoleon Bonaparte roku 1802 a je vyhrazen pouze pro občany Francie. Jen výjimečně může být udělen i cizincům, kteří se mohou vykázat zásluhami o Francii.
Řád za zásluhy nahradil množství dosavadních zvláštních ministerských vyznamenání zřizovaných mezi 30. a 50. lety 20. století a několik koloniálních řádů pocházejících z poslední čtvrtiny 19. století. Hodnostně před ním stojí Řád osvobození (Ordre de la Libération), následuje Vojenská medaile (Médaille militaire).

## Třídy řádu
Řád má celkem pět tříd, stejně jako Řád čestné legie, přičemž nejnižší pátou třídu představuje rytíř a nejvyšší první třídu velkokříž. Kritéria pro nositele jednotlivých tříd jsou následující:
1. Velkokříž (Grand-Croix) – nejméně 3 roky ve velkodůstojnické třídě
2. Velkodůstojník (Grand Officier) – nejméně 3 roky v komandérské třídě
3. Komandér (Commandeur) – nejméně 5 let v důstojnické třídě (rovněž pro důstojníky aktivní vojenské služby)
4. Důstojník (Officier) – nejméně 5 let v rytířské třídě (pro důstojníky aktivní vojenské služby 7 let)
5. Rytíř (Chevalier) – minimální věk 35 let, nejméně 10 let veřejné služby, významné zásluhy (pro důstojníky aktivní vojenské služby nejméně 15 let služby)

## Insignie
Odznak a plaketu řádu navrhl francouzský sochař a medailér Max Leognany.
Jednotlivé třídy nosí své insignie následujícími způsoby:
- Rytíř (Chevalier) – odznak se stuhou na levé straně hrudi
- Důstojník (Officier) – odznak se stuhou a rozetou na levé straně hrudi
- Komandér (Commandeur) – odznak se stuhou kolem krku
- Velkodůstojník (Grand Officier) – odznak se stuhou a rozetou na levé straně hrudi a hvězdu na pravé straně hrudi
- Velkokříž (Grand-Croix) – odznak se šerpou přes pravé rameno a hvězda na levé straně hrudi

| Stuhy jednotlivých tříd nošené na stejnokrojích | Stuhy jednotlivých tříd nošené na stejnokrojích | Stuhy jednotlivých tříd nošené na stejnokrojích | Stuhy jednotlivých tříd nošené na stejnokrojích | Stuhy jednotlivých tříd nošené na stejnokrojích |
| ----------------------------------------------- | ----------------------------------------------- | ----------------------------------------------- | ----------------------------------------------- | ----------------------------------------------- |
| Rytíř Chevalier                                 | Důstojník Officier                              | Komandér Commandeur                             | Velkodůstojník Grand Officier                   | Velkokříž Grand-Croix                           |

## Nositelé řádu
Mezi české držitele řádu patří mimo jiné:
- Jaroslav Šedivý – bývalý velvyslanec ve Francii (1990–1994)[3]
- Petr Janyška – bývalý velvyslanec ve Francii (1999–2003)[3]
- Pavel Fischer – bývalý velvyslanec ve Francii (2003–2010)[3]
- Petr Drulák – bývalý velvyslanec ve Francii (2017–2019)[4]
- Petr Pavel (2016) – bývalý generál a český prezident

Dále např.:
- Simona Altschulová – vedoucí Oddělení mezinárodních vztahů Sekce obranné politiky Ministerstva obrany[5]
- Petr Bendl – někdejší hejtman Středočeského kraje[6]
- Danuše Bělohlávková – čestná předsedkyně Francouzské aliance v Plzni[7]
- Jan Eichler – politolog, vědecký pracovník v oblasti mezinárodní bezpečnosti[6]
- Josef Fišera – představitel československého exilu a účastník protinacistického odboje ve Francii[8]
- Hana Hegerová – zpěvačka[3]
- Martin Jahn – ekonom a politik[6][9]
- Miroslav Jandora – prezident Projektu Austerlitz[10][11]
- Jan Karsten (2023) – generální ředitel energetické společnosti EQUANS Česká republika
- Aleš Klepek – plukovník, přidělenec obrany na českém Vojenském oddělení v Paříži[5]
- Karel Kraus – překladatel, divadelník a signatář Charty 77[3][12][13]
- Jiří Malenovský – ústavní soudce[6]
- Meda Mládková – mecenáška a sběratelka umění[3][14]
- Lenka Rovná – profesorka Institutu mezinárodních studií FSV UK[15]
- Jacques Rupnik – politolog[3]
- Antonín Sem – ?[6]
- Michaela Šojdrová – někdejší poslankyně a předsedkyně Skupiny přátel Francie–ČR[16]
- Petr Uhl – novinář, rovněž držitel Řádu čestné legie[3][6][17]
- Jan Vrána – bývalý starosta města Klatovy[7]